# 황궈수 폭포

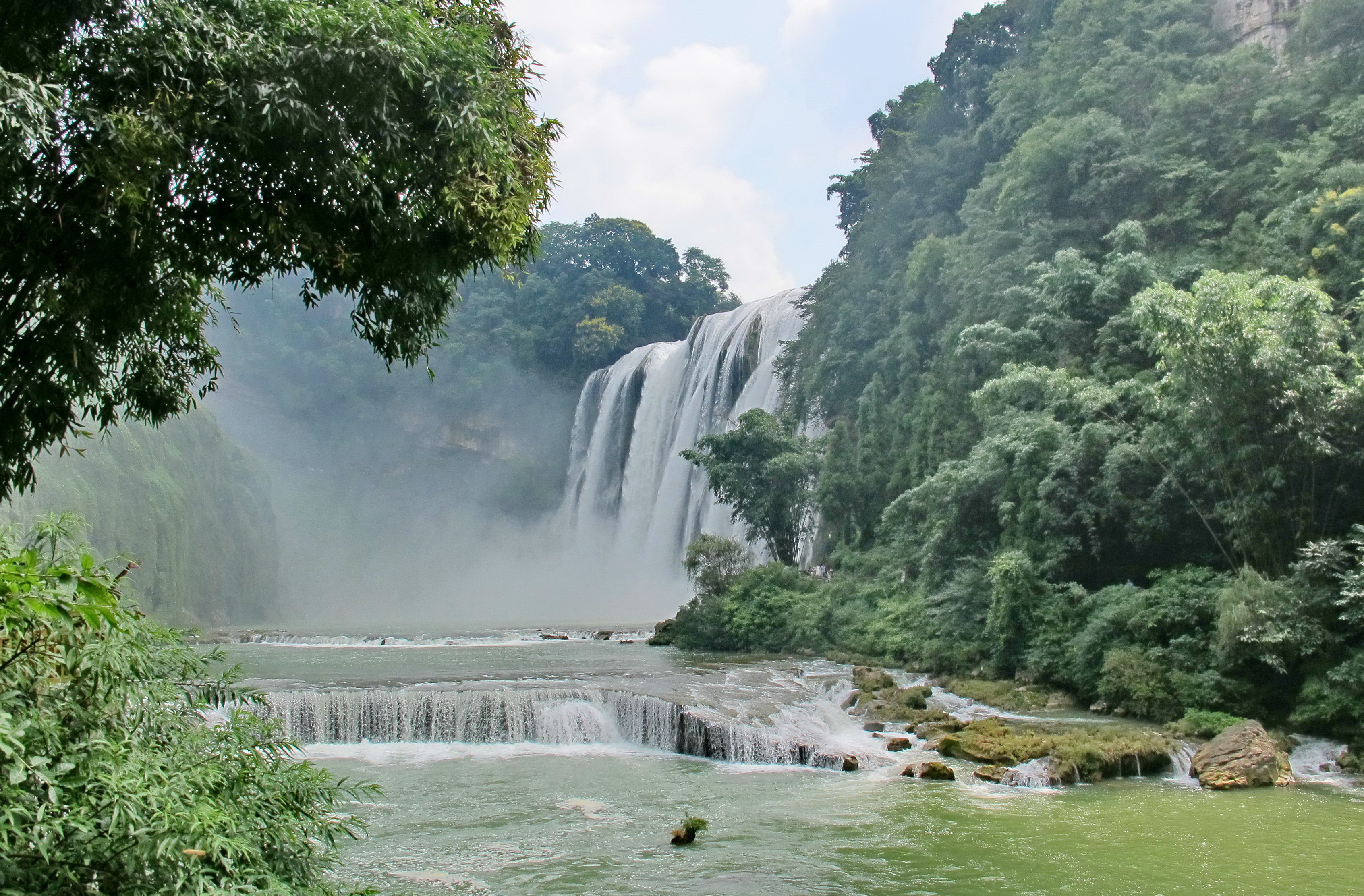

황궈수 폭포(중국어 간체자: 黄果树瀑布, 정체자: 黃果樹瀑布, 한어 병음: Huáng Guǒshù Pùbù, 웨이드-자일스: Huang-kuo-shu p'u-pu, 직역: 노란 과일나무 폭포)는 중국과 동아시아에서 가장 큰 폭포 중 하나로 구이저우성 안순시의 바이수이허(백수하, 白水河)에 위치해 있다. 높이는 77.8 미터 (255 ft)이며 폭은 101 미터 (331 ft)이다. 주 폭포의 높이는 67 미터 (220 ft), 폭은 83.3 미터 (273 ft) 인 아시아 최대의 폭포이다.